# ヴァイレ
座標: 北緯55度43分 東経9度32分 / 北緯55.717度 東経9.533度

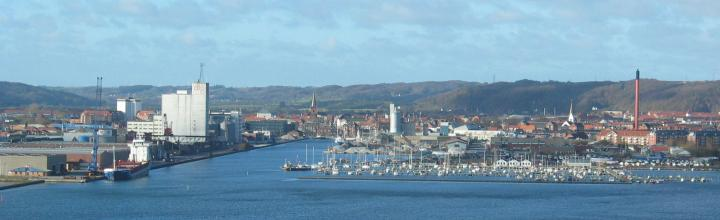
ヴァイレ・フィヨルド橋から見たヴァイレ

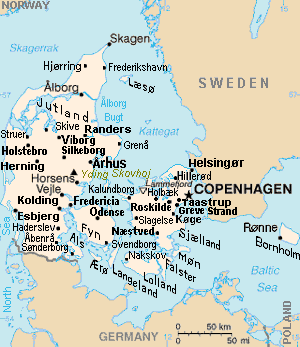
ヴァイレの位置

紋章

ヴァイレ（Vejle [ˈvɑjlə]）は、デンマークの都市。南デンマーク地域・ヴァイレ基礎自治体に属する。
ユトランド半島東岸に位置し、ヴァイレ・フィヨルドの奥にある町である。低平なデンマークにおいて、比較的起伏のある地域であり、自然地形の標高で170メートルの地点もある。町とフィヨルドの南北に丘陵地帯が広がっている。ヴァイレの象徴としては、市の中心には19世紀に建てられた玉石でできた旧市庁舎、13世紀半ば完成のサンクト・ニコライ教会、南部の丘陵に建ち町のシンボルである風車がある。また、ヴァイレは地域の中心地であり、大規模な港湾を有する。

## 歴史
古来より河川と街道の交差地であったため、商業都市として発展した。初め、町はグレイス川の小島にできた。最初に町の名前が知られるのは、1327年に勅許が授けられてからである。
中世の間、貿易業者と職人にとってヴァイレは重要な市場町であった。この状態で17世紀半ばまで栄えた。この時期のヴァイルは、農業と家畜の貿易で発展し、現在ドイツ領の町リューベック、フレンスブルクらと貿易をしていた。
17世紀後半から18世紀初頭にかけ、ヴァイレの人口は、黒死病と戦争が原因で減少した。1796年、ヴァイレは新たに設置されたヴァイレ県の中心となり、町は19世紀に拡大し、フィヨルドでの新港、鉄道駅などの改良がされた。
19世紀半ばから20世紀まで、ヴァイレは地域の市場町から工業中心地へと発達した。多くの羊毛紡績工場があり、町の金属加工を通じて『デンマークのマンチェスター』という別名でも知られた。
さらに近頃、ヴァイレの産業は食品産業へ移った。「ガムリンク」ブランドのガムを製造する、世界最大級のチューインガム工場がある。最近食品産業の重要性が薄れだし、他部門、情報通信産業といったものが力をつけてきた。

## スポーツ
- ヴァイレBK - 数度のデンマーク・チャンピオンに輝いたサッカーの強豪クラブ。

## 姉妹都市
- モスタル、ボスニア・ヘルツェゴビナ
- ミッケリ、フィンランド 1946年
- モルデ、ノルウェー 1946年
- ボロース、スウェーデン 1946年
- シュレースヴィヒ、ドイツ 1977年
- イェルガヴァ、ラトビア 1992年

## 著名な出身者
- リリー・エルベ（画家）
- レネ・ハウ（物理学者）
- ニコライ・キールストルプ（歌手）
- アラン・シモンセン（プロサッカー選手）
- トーマス・グラヴェセン（プロサッカー選手）
- ブライアン・スティーン・ニールセン（プロサッカー選手）
- ヨン・シヴェベーク（プロサッカー選手）
- ヤコブ・ラウルセン（プロサッカー選手）
- カスパー・ユンカー（プロサッカー選手）